# Savigniorrhipis acoreensis
Savigniorrhipis acoreensis là một loài nhện trong họ Linyphiidae.
Loài này thuộc chi Savigniorrhipis. Savigniorrhipis acoreensis được Jörg Wunderlich miêu tả năm 1992.